# 세라 휴스 (피겨스케이팅 선수)
세라 엘리자베스 휴스(영어: Sarah Elizabeth Hughes, 1985년 5월 2일~)는 미국의 피겨스케이팅 선수이다. 여자 싱글 부문에서 2000년 미국 선수권 대회에서 3위, 2001년 세계 선수권 대회에서 3위에 올랐다. 2002년에 자국의 솔트레이크시티에서 열린 2002년 동계 올림픽에서 당시 세계 최강이던 미셸 콴을 꺾고 금메달을 획득하여 돌풍을 일으켰다. 2003년 미국 선수권 대회에서 미셸 콴에 이어 2위를 하였고, 2003년 세계 선수권 대회에서 6위에 오른 후 은퇴하고 예일 대학교에 진학했다.
2005년에 국제 유대인 스포츠 명예의 전당에 헌액되었다.